# Deutsche Gesellschaft für Neuroradiologie
Die Deutsche Gesellschaft für Neuroradiologie (DGNR) ist eine wissenschaftliche Fachgesellschaft mit dem Ziel der Förderung der Neuroradiologie in Praxis, Technik, Forschung und Lehre, in enger Zusammenarbeit mit den Nachbarfächern. Die DGNR ist Mitglied der Arbeitsgemeinschaft der Wissenschaftlichen Medizinischen Fachgesellschaften (AWMF).

## Aufgaben
Die Vereinssatzung der DGNR nennt folgende Aufgaben:
- die Veranstaltung von wissenschaftlichen Tagungen zur Förderung des nationalen und internationalen wissenschaftlichen Austausches über neue Forschungsergebnisse und Behandlungsmethoden auf dem Gebiet der Neuroradiologie.
- Die finanzielle Förderung der wissenschaftlichen Forschung auf dem Gebiet der Neuroradiologie.
- Die Auszeichnung herausragender wissenschaftlicher Leistungen auf dem Gebiet der Neuroradiologie durch Vergabe verschiedener Preise.
- Die Weiterbildung von Fachärzten und wissenschaftlichem Personal auf dem Gebiet der Neuroradiologie, insbesondere durch Information über Forschungsergebnisse sowie die Einführung in neue medizinische Techniken und Behandlungsmethoden.

## Aktivitäten

### Veranstaltungen
Die DGNR richtet Fortbildungsveranstaltungen, wissenschaftliche Symposien und eine Jahrestagung aus.

## Veröffentlichungen
Die Gesellschaft veröffentlicht Stellungnahmen zu Vorgehensweisen, Maßnahmen und Standards in ihrem Fachgebiet. Hierzu gehören auch medizinische Leitlinien und Patienteninformationen.

## Ehrungen und Preise
Die Gesellschaft ernennt Ehrenmitglieder und vergibt folgende, in der Satzung genannten Preise:
- DGNR-Interventionspreis
- Kurt-Decker-Preis
- Marc-Dünzl-Preis
- Preis des Vereins „Der Lebenszweig e. V.“ für Hirn-Aneurysma-Erkrankte
- Ziedses des Plantes Medaille

## Geschichte
Die DGNR wurde 1971 gegründet, seit 1978 ist sie Mitglied der AWMF.